# Tsunami 12-12
Tsunami 12-12 was de naam van de landelijke oproep van het Belgisch Consortium voor Noodhulp, gelanceerd op 28 december 2004, ten gunste van de slachtoffers van de vloedgolf in Zuidoost-Azië.
Op 14 januari organiseerden de VTM en TV1, tegelijk met de Franstalige RTBF en RTL-TVI, een gelijknamige televisieshow. De Vlaamse show werd gepresenteerd door Koen Wauters (VTM) en Bart Peeters (TV1).
Aan het begin van de show stond de teller op ruim 24 miljoen euro. Aan het eind van de show was er 38.048.586 euro ingezameld. Eerder die dag sloegen Q-music, Donna en 4FM de handen al in elkaar voor het goede doel (zie Radio 1212). Op JIMtv en TMF was er al een Tsunami 1212 Kick-Off. Er kon gechat worden met bekende Vlamingen via sms. Per sms ging er € 1 naar Tsunami 12-12, voor een totaal van ruim 950.000 euro.
Er werd ook een veiling georganiseerd met persoonlijke spullen van artiesten (zoals de pantoffels van Ozzy Osbourne) en van sportlui (zoals de wereldkampioenentrui van veldrijder Bart Wellens). Tsunami 12-12 leverde uiteindelijk 54 miljoen euro op.